# Lex Fannia
La lex Fannia, lex Fannia sumptuaria (o ley Fannia), llamada así por el cónsul Cayo Fannio Estrabón, quien en 161 a. C. la propuso, era una ley destinada a limitar la cantidad que los romanos podían gastar particularmente durante los ludi romanos.

## Descripción
La ley, una de las leges sumptuariae, propuesta por el cónsul y aprobada por senadoconsulto, establecía el límite de gasto para almuerzos en 10 ases o 3 ases por día. También limitaba el número de personas que podrían ser invitadas durante los ludi. Durante los Ludi Romani, Ludi Plebeii y las Saturnales, este límite se elevó a 100 ases.
En el 143 a. C. la lex Didia sumptuaria extendió la aplicación de la lex Fannia a toda Italia.
Tanto las leyes Fannia como las Didia y otras suntuarias del siglo II a. C., como la Licinia no parece que se dictaran para ir contra el enriquecimiento personal sino como un medio de limitar los gastos suntuarios, probablemente por una forma de poner coto a la relajación de las buenas costumbres que se reflejaban en la esplendidez y frecuencia de los banquetes y de paso, reducir el propósito político que llevaba a una influencias ilegítimas en las elecciones.